# Lu Hengnan
Lu Hengnan (chinesisch 鲁恒男, Pinyin Lǔ Héngnán; * 9. Januar 1996) ist ein ehemaliger chinesischer Eishockeyspieler, der zuletzt bis 2017 bei der Mannschaft aus Chengde in der chinesischen Eishockeyliga spielte.

## Karriere
Lu Hengnan begann seine Karriere als Eishockeyspieler bei Beijing Ice Hockey, für das er bereits als 15-Jähriger in der chinesischen Liga debütierte. 2014 wechselte er zum Amateurteam aus Chengde. Dort beendete er 2017 seine Karriere.

### International
Für China nahm Lu Hengnan im Juniorenbereich an den U18-Weltmeisterschaften der Division II 2012 und 2014 und der Division III 2013 sowie der U20-Weltmeisterschaft der Division II 2014 und der Division III 2015 teil. Zudem vertrat er seine Farben bei der Winter-Universiade 2015 im spanischen Granada.
Mit der Herren-Nationalmannschaft spielte der Angreifer bei den Weltmeisterschaften der Division II 2016 und 2017.

## Erfolge und Auszeichnungen
- 2013 Aufstieg in die Division II, Gruppe B, bei der U18-Weltmeisterschaft der Division III, Gruppe A
- 2015 Aufstieg in die Division II, Gruppe B, bei der U20-Weltmeisterschaft der Division III
- 2017 Aufstieg in die Division II, Gruppe A, bei der Weltmeisterschaft der Division II, Gruppe B